# Walt Bellamy
Walter Jones Bellamy (New Bern, Carolina del Norte, 24 de julio de 1939 - College Park, Georgia, 2 de noviembre de 2013) fue un jugador de baloncesto estadounidense que disputó 14 temporadas en la NBA. Con 2,11 metros de altura, jugaba en la posición de pívot. Era hermanastro del boxeador profesional Ron Bellamy. 

## Trayectoria

### Universidad y Juegos Olímpicos de 1960
Bellamy fue el pívot titular del combinado estadounidense que ganó la medalla de oro en los Juegos Olímpicos de 1960 de Roma. Diez de los doce universitarios que formaban el equipo llegaron a jugar posteriormente en la NBA, incluidos los Hall of Famers Jerry West, Oscar Robertson y Jerry Lucas.

### NBA
Bellamy disputó 14 temporadas en la NBA siendo el número 1 del Draft de 1961. Esa temporada fue nombrado Rookie del Año tras tener una de las mejores temporadas de un rookie en la historia de la liga (junto con Wilt Chamberlain y Oscar Robertson). Sus 31,6 puntos por partidos es el segundo mejor registro anotador realizado por un rookie detrás de los 37,6 de Chamberlain, y los 19 rebotes por noche el tercer mejor registro reboteador tras Chamberlain y Bill Russell. Además, lideró la liga en porcentaje de tiros de campo en su año rookie, y en su primera participación en el All-Star Game sus números fueron de 23 puntos y 17 rebotes. 
En la temporada 1968/69, Bellamy batió el récord de partidos jugados en una temporada, con 88.
Bellamy finalizó su carrera con 20.941 puntos y 14.241 rebotes y en 1993 entró en el Basketball Hall of Fame.

## Estadísticas de su carrera en la NBA

### Temporada regular
| Año      | Equipo      | PJ   | PT | MPP  | %TC   | %3P | %TL   | RPP  | APP | ROB | TPP | PPP  |
| -------- | ----------- | ---- | -- | ---- | ----- | --- | ----- | ---- | --- | --- | --- | ---- |
| 1961-62  | Chicago     | 79   | –  | 42.3 | .519  | –   | .644  | 19.0 | 2.7 | –   | –   | 31.6 |
| 1962-63  | Chicago     | 80   | –  | 41.3 | .527  | –   | .674  | 16.4 | 2.9 | –   | –   | 27.9 |
| 1963-64  | Baltimore   | 80   | –  | 42.4 | .513  | –   | .651  | 17.0 | 1.6 | –   | –   | 27.0 |
| 1964-65  | Baltimore   | 80   | –  | 41.3 | .509  | –   | .685  | 14.6 | 2.4 | –   | –   | 24.8 |
| 1965-66  | Baltimore   | 8    | –  | 33.5 | .452  | –   | .597  | 12.8 | 2.3 | –   | –   | 19.0 |
| 1965-66  | New York    | 72   | –  | 42.8 | .512  | –   | .627  | 16.0 | 3.0 | –   | –   | 23.2 |
| 1966-67  | New York    | 79   | –  | 38.1 | .521  | –   | .636  | 13.5 | 2.6 | –   | –   | 19.0 |
| 1967-68  | New York    | 82   | –  | 32.9 | .541  | –   | .662  | 11.7 | 2.0 | –   | –   | 16.7 |
| 1968-69  | New York    | 35   | –  | 32.5 | .507  | –   | .619  | 11.0 | 2.2 | –   | –   | 15.2 |
| 1968-69  | Detroit     | 53   | –  | 38.2 | .512  | –   | .663  | 13.5 | 1.9 | –   | –   | 18.8 |
| 1969-70  | Detroit     | 56   | –  | 20.9 | .547  | –   | .562  | 7.1  | 1.0 | –   | –   | 10.0 |
| 1969-70  | Atlanta     | 23   | –  | 37.2 | .491  | –   | .605  | 13.5 | 3.8 | –   | –   | 15.5 |
| 1970-71  | Atlanta     | 82   | –  | 35.5 | .493  | –   | .604  | 12.9 | 2.8 | –   | –   | 14.7 |
| 1971-72  | Atlanta     | 82   | –  | 38.9 | .545  | –   | .585  | 12.8 | 3.2 | –   | –   | 18.6 |
| 1972-73  | Atlanta     | 74   | –  | 37.9 | .505  | –   | .538  | 13.0 | 2.4 | –   | –   | 16.1 |
| 1973-74  | Atlanta     | 77   | –  | 31.7 | .486  | –   | .608  | 9.6  | 2.5 | .7  | .6  | 13.1 |
| 1974-75  | New Orleans | 1    | –  | 14.0 | 1.000 | –   | 1.000 | 5.0  | .0  | .0  | .0  | 6.0  |
| Total    | Total       | 1043 | –  | 37.3 | .516  | –   | .632  | 13.7 | 2.4 | .7  | .6  | 20.1 |
| All-Star | All-Star    | 4    | 3  | 20.8 | .500  | –   | .526  | 7.5  | 1.0 | –   | –   | 12.0 |

### Playoffs
| Año   | Equipo    | PJ | PT | MPP  | %TC  | %3P | %TL  | RPP  | APP | ROB | TPP | PPP  |
| ----- | --------- | -- | -- | ---- | ---- | --- | ---- | ---- | --- | --- | --- | ---- |
| 1965  | Baltimore | 10 | –  | 42.7 | .468 | –   | .663 | 15.1 | 3.4 | –   | –   | 20.9 |
| 1967  | New York  | 4  | –  | 39.3 | .519 | –   | .586 | 16.5 | 3.0 | –   | –   | 18.3 |
| 1968  | New York  | 6  | –  | 46.2 | .421 | –   | .625 | 16.0 | 3.5 | –   | –   | 20.0 |
| 1970  | Atlanta   | 9  | –  | 40.9 | .468 | –   | .717 | 15.6 | 3.9 | –   | –   | 16.8 |
| 1971  | Atlanta   | 5  | –  | 43.2 | .594 | –   | .759 | 14.4 | 2.0 | –   | –   | 20.8 |
| 1972  | Atlanta   | 6  | –  | 41.2 | .488 | –   | .628 | 13.7 | 1.8 | –   | –   | 18.5 |
| 1973  | Atlanta   | 6  | –  | 41.2 | .395 | –   | .452 | 12.2 | 2.2 | –   | –   | 13.7 |
| Total | Total     | 46 | –  | 42.2 | .471 | –   | .642 | 14.8 | 3.0 | –   | –   | 18.5 |